# 法属达荷美
法属达荷美是1894-1958年间的法国殖民地，是法屬西非的一部分。法國於1890年的阿丘克帕戰役後開始擴展位於貝寧的殖民地，並於第二次法國-達荷美戰爭後正式成立法屬達荷美。第二次世界大战后的1947年，法兰西第四共和国成立，达荷美成为法蘭西聯盟的一部分，获得了更多的自治权。1958年12月11日，法蘭西第五共和國成立，法兰西联盟成为法兰西共同体，达荷美殖民地成为自治的达荷美共和国，两年后的1960年8月1日，达荷美获得了完全独立（并于1975年更名为贝宁）。